# FC Linthouse
Der FC Linthouse, war ein schottischer Fußballverein aus Linthouse, einem Stadtteil von Glasgow.

## Geschichte
| Saison    | Liga         | Level | Platz | Tore  | Punkte |
| --------- | ------------ | ----- | ----- | ----- | ------ |
| 1895/96   | Division Two | II    | 10.   | 26:49 | 11     |
| 1896/97   | Division Two | II    | 06.   | 44:53 | 14     |
| 1897/98   | Division Two | II    | 05.   | 38:39 | 16     |
| 1898/99   | Division Two | II    | 09.   | 29:62 | 11     |
| 1899/1900 | Division Two | II    | 10.   | 28:68 | 09     |

Der FC Linthouse gründete sich 1881 und entstand aus einem örtlichen Athletic Club. Ab 1891 spielte der Verein als Mitglied der Scottish Football Alliance in ersten geregelten Fußballmeisterschaften mit. Im Jahr 1895 verließ der FC Linthouse den Verband und wechselte in die Scottish Football League. Bereits ab der Saison 1895/96 spielte dieser in der Division Two. Bis zur Auflösung im Jahr 1900 spielten die Linties in fünf Spielzeiten der Division Two.

## Ehemaliger Spieler
- William Bowie (schottischer Fußballnationalspieler)